# Invaders
Invaders är en samlingsskiva från 2006, släppt av amerikanska skivbolaget Kemado Records. Skivan innehåller huvudsakligen låtar från skivbolagets artister.

## Låtförteckning
1. Saviours - "Circle of Servants Bodies"
2. Danava - "By the Mark"
3. Big Business - "As the Day Was Dawning"
4. Black Mountain - "Behind the Fall"
5. The Sword - "Under the Boughs"
6. Dungen - "Christopher"
7. Witch - "Rip Van Winkle"
8. The Fucking Champs - "The Loge"
9. Torche - "Mentor"
10. Pelican - "Ran Amber"
11. High on Fire - "Devilution (Radio Edit)"
12. Witchcraft - "Queen of Bees (Live)"
13. Comets on Fire - "Wolf Eyes (Middle Version)"
14. Diamond Nights - "12 Walls"
15. Wolfmother - "Love Train"
16. Night After Night - "Backseat Astronaut"
17. Warhammer 48k - "Get Bodacious"
18. Parchman Farm - "Curtis Franklin"